# Marolles-en-Beauce
Marolles-en-Beauce är en kommun i departementet Essonne i regionen Île-de-France i norra Frankrike. Kommunen ligger i kantonen Méréville som tillhör arrondissementet Étampes. År 2022 hade Marolles-en-Beauce 238 invånare.

## Befolkningsutveckling
Antalet invånare i kommunen Marolles-en-Beauce
| Referens: INSEE |